# 星期日的女孩
《星期日的女孩》（日语：日曜日の娘）是日本女子雙人音樂組合PUFFY的第9張單曲。1999年4月1日由EPIC Records Japan發行。

## 解說
《星期日的女孩》是PUFFY自從上一張單曲《Puffy de Rumba》以來，相隔4個月半發行的最新單曲，也是由作曲家及音樂製作人笹路正德擔任企劃製作的第2張單曲。曾被選為YAMAHA發動機「Vino」的電視廣告歌曲，同時PUFFY也在廣告影片中參演。
同名表題曲後來被奥田民生翻唱，收錄在他的個人專輯《CAR SONGS OF THE YEARS》裡。

## 收錄歌曲
所有歌曲由奧田民生作詞、作曲，笹路正德編曲。
1. 星期日的女孩（日曜日の娘）
  - YAMAHA發動機「Vino（日语：ヤマハ・ビーノ）」廣告歌曲
2. 星期日的女孩 (off voal)

## 收錄專輯
- FEVER*FEVER（日语：FEVER*FEVER）（#1）
- The Very Best of Puffy/amiyumi jet fever（日语：The Very Best of Puffy / amiyumi jet fever）（#1）